# Robert Glasper
Robert Glasper (Houston, 5 april 1978) is een Amerikaanse jazzpianist.

## Biografie
Glasper werd muzikaal gesmeed door zijn moeder, die gospelzangeres was, maar ook een band leidde en daarmee optrad in de plaatselijke blues- en jazzclubs. Op 12-jarige leeftijd speelde hij voor de eerste keer piano in de kerk. Hij bezocht de gerenommeerde High School for the Performing and Visual Arts in Houston, voordat hij verhuisde naar New York om daar te gaan studeren aan de universiteit The New School. Nog als student speelde hij met Christian McBride, Kenny Garrett en Russell Malone. Vervolgens werkte hij met Roy Hargrove, Carmen Lundy en Terence Blanchard (Bounce, 2003). In 2004 bracht hij zijn debuutalbum Mood uit, waarop een jaar later het eerste album Canvas volgde bij Blue Note Records. Zijn moeder en haar tweede echtgenoot werden in 2004 het slachtoffer van moord. In 2007 verscheen zijn derde album In My Element. 
Glasper werd ook beïnvloed door hiphop, waardoor het tot een samenwerking kwam met artiesten uit deze muziekrichting, waaronder Bilal, Mos Def, Common, Talib Kweli, Slum Village, Jay-Z, J Dilla en Erykah Badu. Naast zijn jazztrio treedt hij ook samen op met Derrick Hodge, Chris Dave en Casey Benjamin onder de naam The Robert Glasper Experiment, waar hij experimenteerde met de fusion uit jazz en hiphop. Glasper werkte bovendien met Laïka Fatien, Jeremy Pelt, Marcus Strickland en Jaleel Shaw. Ondersteund door Erykah Badu, Stevie Wonder en andere prominenten herinterpreteerde hij in 2016 songs van Miles Davis.

## Onderscheidingen
In 2012 kreeg hij de Rising Star Award als jazzmuzikant van het jaar in de DownBeat criticuspolls en in 2013 werd het album Black Radio onderscheiden met de Grammy Award voor het beste r&b-album. Een verdere Grammy bracht in 2015 het album Jesus Experiment in de categorie «Best Traditional R&B Performance».

## Discografie
- 2004: Mood (Fresh Sound Records, opgenomen in 2002)
- 2005: Canvas (Blue Note Records)
- 2007: In My Element (Blue Note Records)
- 2009: Double Booked (Blue Note Records)
- 2012: Black Radio (Blue Note Records)
- 2012: Black Radio Recovered: The Remix EP (Blue Note Records)
- 2013: Black Radio 2 (Blue Note Records)
- 2014: Jesus Experiment (featuring Lalah Hathaway & Malcolm Jamal Warner)
- 2015: Robert Glasper: Covered, Recorded Live at Capitol Studios (Blue Note Records)
- 2016: Robert Glasper/Miles Davis: Everything's Beautiful (Columbia Records/Legacy Recordings)
- 2016: ArtScience (Blue Note Records)
- 2019: Fuck yo Feelings (Loma Vista Recordings)
- 2020: Dinner Party, in samenwerking met 9th Wonder, Kamasi Washington en Terrace Martin (Sounds Of Crenshaw/EMPIRE)
- 2022: Black Radio III (Loma Vista Recordings)

- Bibliothèque nationale de France: cb150145848 (data)
- Gemeinsame Normdatei: 135329051
- International Standard Name Identifier: 0000 0000 8001 4437
- Library of Congress Control Number: n2005001883
- MusicBrainz: 6e8f82ea-9e6d-4fdd-9b32-32feef13186b
- Nationale Bibliotheek van Tsjechië: osa2012699446
- Système universitaire de documentation: 165962542
- Virtual International Authority File: 69208193
- WorldCat: E39PBJmXGCbj46HPPmV3BrryVC